# コビャーク
コビャーク（ロシア語:Кобяк： ? - 1184年?）は、1170年から1180年代にかけてルーシ諸公の支配地を攻撃したポロヴェツ族のハンである。コンチャークらと共にルーシ諸公の内紛に干渉した。
1171年、コビャークとコンチャークのポロヴェツ軍は、ヴォールスクラ川(ru)の戦いにおいて、セヴェルスキーのドルジーナ隊を率いたイーゴリ公の軍に敗れた。
1180年にはチェルニゴフ公スヴャトスラフがキエフを占拠するのを援助したが、1183年もしくは1184年には、そのスヴャトスラフ、オーヴルチ公リューリクらの連合軍（彼ら以外にも11人の公が参軍していた。）の捕虜となった。このオレリ川の戦いでは、コビャークの2人の息子と、10人のハンも捕らえられた。
これ以降のコビャークの動向については年代記に記されていない。しかし、S.A.プレトニョーヴァは、『イーゴリ軍記』の記述を元に、捕われのコビャークはスヴャトスラフの屋敷で処刑されたと結論付けている。
コビャークの息子のダニラは、後に父同様にポロヴェツの統帥者となった。1203年1月2日、彼の率いるポロヴェツ軍は、チェルニゴフのオレーグ一門の軍と共にキエフを落とした。